# Bartonià
| Període                                       | Època    | Estatge      | Edat (Ma)    | Edat (Ma)    |
| --------------------------------------------- | -------- | ------------ | ------------ | ------------ |
| Neogen                                        | Miocè    | Aquitanià    | (més recent) | (més recent) |
| Paleogen                                      | Oligocè  | Catià        | 27,82        | 27,82        |
| Paleogen                                      | Oligocè  | Rupelià      | 33,9         | 33,9         |
| Paleogen                                      | Eocè     | Priabonià    | 37,2         | 37,2         |
| Paleogen                                      | Eocè     | Bartonià     | 40,4         | 40,4         |
| Paleogen                                      | Eocè     | Lutecià      | 48,6         | 48,6         |
| Paleogen                                      | Eocè     | Ipresià      | 55,8         | 55,8         |
| Paleogen                                      | Paleocè  | Thanetià     | 58,7         | 58,7         |
| Paleogen                                      | Paleocè  | Selandià     | 61,6         | 61,6         |
| Paleogen                                      | Paleocè  | Danià        | 66,0         | 66,0         |
| Cretaci                                       | Superior | Maastrichtià | (més antic)  | (més antic)  |
| Comissió Internacional d'Estratigrafia (2023) |          |              |              |              |

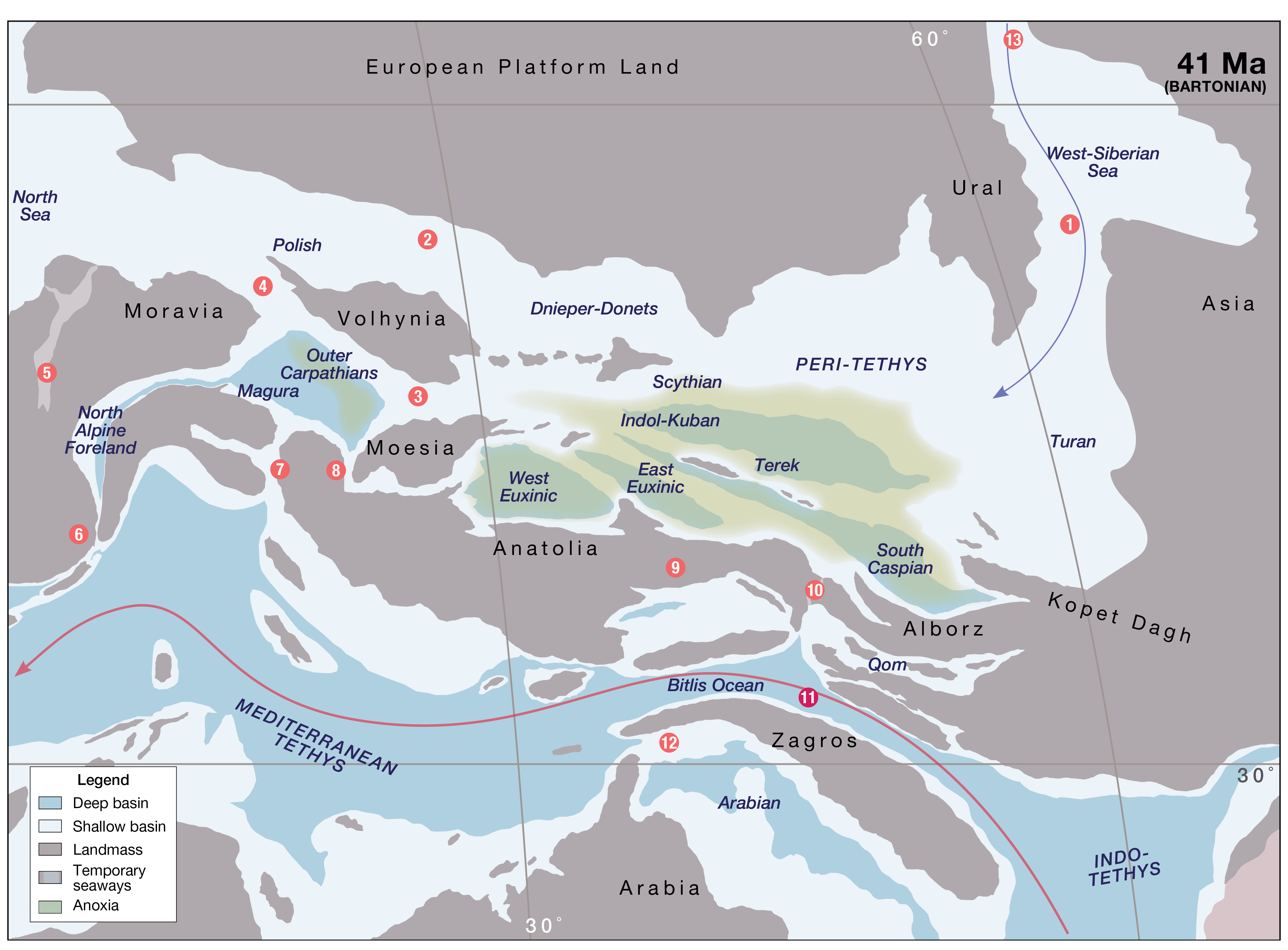
Mapa del mar de Tetis.

El període Bartonià és un estatge faunístic de l'Eocè. Començà fa 40,4 ± 0,2 milions d'anys. El seu nom li fou donat per Karl Mayer-Eymar, que en definí els límits l'any 1857 a partir de sediments argilosos del sud d'Anglaterra rics en fòssils. Estratigràficament, el seu inici queda marcat per la quasi-extinció del nanofòssil calcari Reticulofenestra reticulata. El seu final queda marcat per una de les aparicions més inferiors del nanofòssil calcari Chiasmolithus oamaruensis. S'acabà fa 37,2 ± 0,2 milions d'anys i deu el seu nom a la localitat de Barton (New Milton) (Anglaterra).

## Definició estratigràfica
L'estadi Bartonià fou definit per Karl Mayer-Eymar el 1857. El seu nom deriva de la vila costanera anglesa de Barton-on-Sea, El Grup Barton, com a unitat litoestratigràfica de la Conca de Hampshire (Hampshire Basin) és una edat bartoniana. La distinció entre grup estratigràfic i estatge es va fer a la segona part del segle xx per la necessitat dels científics de distingir entre litoestratigrafia i cronoestratigrafia.
La base del pis Bartonià és la primera aparició de l'espècie de nanoplàncton calcària Reticulofenestra reticulata.
La part de dalt de l'estatge Bartonià (la base del Priabonià) és la primera aparició de l'espècie de nanoplàncton calcari Chiasmolithus oamaruensis (la qual forma la base de la biozona de nanoplàncton NP18).
L'estatge Bartonià ensolapa amb part del Robiacià superior, el Uintà superior i el Duchesneà, part del Divisaderà i té la mateixa edat que el Sharamururià d'Àsia.
L'estadi regional francès de l'Auversià té la mateixa edat que el Bartonià i, per tant, ja no s'utilitza més.

## Fauna
- Última aparició del notopitec en el registre fòssil.